# Zsidó antológiák Erdélyben
Zsidó antológiák – zsidó szerzők írásaiból megjelent irodalmi válogatások. Ilyen típusú erdélyi magyar kiadványt az 1918–1944 közötti időszakból négyet tartunk számon.

## Zsidó miniatűrök
Fordította, bevezetéssel és életrajzi adatokkal ellátta Szabó Imre (Kolozsvár, 1934. Pharos Könyvek). Amint az előszó kifejti, olyan héber, jiddis és más nyelvű rövid prózai alkotásokból készült ez a válogatás, amelyeken rajtuk a „külön zsidó bélyeg is”. „Annak az írógenerációnak a zsenije szólal meg …, amelyik már éretten benne élt a háborút megelőző időkben és amely elfordította fejét a zsidók százegy százalékos hazafiasságától.” A szerkesztő a kötetben olvasható 28 írás mind a 13 szerzőjének (Schalom Asch, Peter Altenberg, Iszaak Babel, M. J. Berdiczewsky, Martin Buber, Oszip Dimov, Ilja Ehrenburg, Arthur Holitscher, J. L. Perec, Luigi Pirandello, Alfred Polgar, Jefim Sosulja, Jakob Wassermann) rövid életrajzát és munkáinak adatait is közli.

## Zsidó antológia
A legszebb zsidó elbeszélések gyűjteménye (Szatmárnémeti, 1936. Zsidó Jövő Könyvtár), a szatmári Zsidó Jövő c. lap kiadványa. Bár a címlapon Frischmann Henrik szerzőként szerepel, valójában ő csak válogatta, az előszót írta – és valószínűleg fordította a kötetben szereplő írásokat. Az előszó szerint a zsidó novellairodalom legjavát, maradandó értékű alkotásait tartalmazza a kötet, ezek „a zsidó élet tükörképét adják a száműzetésben”. Ugyanakkor – írja tovább – két nem zsidó írótól (Avercsenko, Gorkij) is válogatott olyan írásokat, „melyek bármelyik kiváló zsidó írónak is díszére válnának”. „A zsidó antológiát útravalónak, vigasznak és reménységnek adjuk a besötétedett európai égbolt alatt új középkorba tévedett olvasó kezébe.” A kötetben 27 elbeszélés olvasható a következő 17 szerzőtől: Solajm [!] Alechem, J. L. Perez, Schalom Asch, Jehuda Steinberg, David Frisman, Morris Rosenfeld, J. L. Gordon, Martin Buber, Hillél Zeitlin, Ilse Herlinger, Arnold Zweig, P. Tunkeler, Arkadij Avercsenko, J. Majolis, J. Rimon, S. J. Agnon, Makszim Gorkij. A kötet szimbolikus címlapját Erdős Imre Pál rajzolta.

## Kelet és nyugat között
Zsidó fiatalok antológiája (Kolozsvár, 1937); a Zsidó Diáksegélyező kiadásában jelent meg. Előszavát Hamburg József szemészorvos, a diáksegélyező elnöke jegyzi, aki szerint a kötet az egyesület pénzgyűjtő körútjain részt vett fiatalok írásaiból állt össze. Az írások többsége – írja – „hűségesen és elevenen kifejezi az átélt jelent”. Közös vonásnak tartja „a zsidó sorsközösség aktív vállalását”. Az induló nemzedék új szempontokat is hoz, a népi elkötelezettséget és a szociográfiai érdeklődést.
A 13 munkatárs közül versekkel szerepel Adler Hubert, Brassai Viktor, Gréda József (ő Ion Pillat-fordítást is közöl), Salamon Ernő; zenei vonatkozásokkal foglalkozik és jiddis dalok kottáit mellékeli Boskovics Sándor, Eisikovits Miksa, a Gusti-iskola hatására utaló szociográfiai írást közöl Barzilay István és Weimann Jenő, tanulmányt, esszét Csehi Gyula, Danzig Hillél, Landó Jenő, Márton Lajos és Pollák Ernő. A kötetben fiatal zsidó művészek alkotásainak: Wald Hermann négy szobrának, Leon Alex, Keleti László, Kazár László és Lázár Éva grafikáinak reprodukcióit is közlik.

## Újhéber elbeszélők
Novellagyűjtemény (Kolozsvár, 1942. A Fraternitas Kis Könyvei). Sem összeállítójára, sem a novellák fordítóira nincs utalás. Felelős kiadója Schwartz Endre, az Új Kelet korábbi munkatársa; minden valószínűséggel ő a kötet szerkesztője is. „Az itt következő néhány oldalról – írja a bevezetőben – a kötelező szerénységgel állapítjuk meg, hogy igények tekintetében kevesebb az antológiánál is. A héber irodalom néhány novelláját, regényrészletét, valamint anekdotikus írását gyűjtöttük össze bennük.” Az írások „többsége már a Palesztinában (a mai Izraelben) újjászülető zsidó életből meríti mondanivalóját”. A kötetben szereplő írók: Chaim Nachman Bialik, David Frischman, H. D. Nomberg, Sámuel Joszef Ágnon (1888-1970) Dávid Simonovitz, Jákob Rimon, Ásér Bárás, S. Dáján, L. Schapiro; tőlük egy-egy novella, karcolat olvasható, ezenkívül A. Drujanov adomagyűjteményéből válogatott történetek és egy megemlékezés (P. Ruthenbergről). Befejezésül a zsidósággal és Palesztinával kapcsolatos apró betűs hírgyűjteményt helyezett el a szerkesztő, pótolva azt, hogy a megjelenés idején tájainkon a zsidóságnak semmilyen napi- vagy hetilapja nem volt.